# Waters of Nazareth
Singles de Justice
D.A.N.C.E.
(2007)
Pistes de Cross
Stress One Minute to Midnight
Waters of Nazareth est le premier single de Justice. Le single a d'abord été réalisé en Super 45 tours et en CD. Le single contient des remixes de DJ Funk, Erol Alkan et Feadz. Ce titre est présent dans le jeu vidéo Grand Theft Auto IV. Le riff d'orgue est en outre le même que dans la chanson Thriller de Michael Jackson. La chanson utilise également un sample de la chanson Mutoto par Booka à 0:42. On peut également entendre la musique dans le film War Dogs (2016).

## Classement
| Classement (2007)      | Meilleure position |
| ---------------------- | ------------------ |
| Danemark (Tracklisten) | 15                 |
| France (SNEP)          | 88                 |